# 안토니오 사나브리아
아르날도 안토니오 사나브리아 아얄라(스페인어: Arnaldo Antonio Sanabria Ayala , 1996년 3월 4일 ~ )는 토니 사나브리아라고도 알려진, 토리노 FC에서 스트라이커로 뛰는 파라과이의 축구 선수이다.

## 클럽 경력
파라과이 산로렌소에서 태어난, 사나브리아는 풋살로 운동을 시작했으며, 나중에 축구로 전향한다. 그는 2004년에 체로 포르테뇨 유소년팀에 입단한다. 2007년, 그는 그의 부모님과 함께 스페인으로 이주했고, 라 블랑카 수부르 CF 라고 불리는 시제스 지역의 클럽팀에 입단한다.
사나브리아는 13살의 나이였던 2009년에 바르셀로나 유소년팀에 입단한다. 1년 뒤, 그는 라 마시아 시설에 들어가게 된다.
2012년 9월, 사나브리아는 티토 빌라노바에 의해서 1군팀과 함께 훈련을 받도록 그를 선발했다. 2013년 8월, 그는 FC 바르셀로나 B팀으로 승격했다.
9월 29일, 사나브리아는 RCD 마요르카에게 홈에서 0-1로 진 경기에서 후반 22분을 뛰며 프로 데뷔전을 치렀다.
11월 20일, 사나브리아는 바르샤의 재계약을 거부했다. 3일 뒤, 그는 프로 데뷔후 첫 골을 넣었지만, 팀은 UD 라스 팔마스에게 홈에서 1-2 패배를 하고 만다. 사나브리아는 로마와 그외에 그와 1월에 계약을 하고자 하는 클럽들과 연결이 되었다..

### 사수올로
1월 29일, 사나브리아는 세리에 A 팀 사수올로에 이적료 450만 유로를 받고 후에 선수 활약에 따라서 1,200만 유로를 받는 조건으로 입단하게 된다. 이 계약은 후에 명확하게 되었는데, 그는 당시에 이미 외국인 쿼터를 모두 채웠던 로마의 사정에 따라 7월에 입단하게 되었다.
사나브리아는 3월 23일에 우디네세에 0-1로 진 경기에서 다비데 비온디니와 교체 출전하며, 세리에 A 데뷔전을 치렀다.

### 로마
사나브리아는 7월에 1일에 공식적으로 로마에 입단했다.